# Albert ze Šternberka

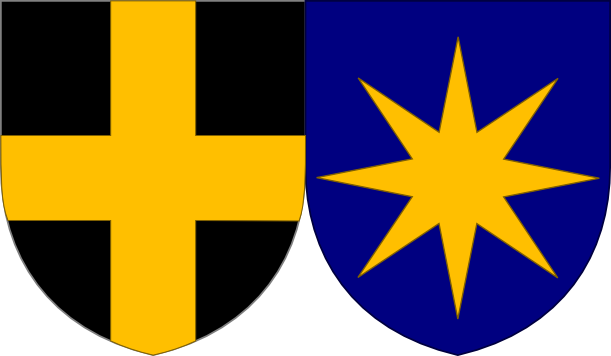
Znak biskupa Alberta ze Šternberka

Albert či též Albrecht Aleš ze Šternberka (německy Albrecht von Sternberg, asi 1322 – 14. ledna 1380 v Litomyšli) byl moravský šlechtic, nejvýznamnější člen moravské větve rodu Šternberků. Působil jako duchovní, byl biskupem ve Zvěříně, Litomyšli a arcibiskupem magdeburským. Byl zakladatelem několika klášterů 

## Život
Pocházel ze starého českého šlechtického rodu Šternberků, z moravské větve rodu Šternberků. Jeho otcem byl významný šlechtic Štěpán ze Šternberka.
První písemná zmínka o Albertovi pochází z roku 1352, kdy byl jmenován děkanem olomoucké kapituly. V roce 1356 se stal biskupem ve Zvěříně. Když v roce 1357 zemřel jeho otec, zdědil se svým bratrem Zdeňkem rodový majetek. V roce 1360 však zemřel i tento jeho bratr a Albert se tak dělil nad správou rodového majetku s jeho synem Petrem ze Šternberka.
Albert se pohyboval ve vysokých politických kruzích a jednal s mnoha představiteli té doby. V roce 1364 se stal biskupem v Litomyšli, o rok později se stal důvěrným rádcem císaře Karla IV. Roku 1368 provázel Karla IV. na cestě do Říma, díky panovníkově podpoře byl počátkem června 1368 povýšen na arcibiskupský stolec v Magdeburku a tím zároveň také primasem německé říše. Díky prodeji Lužice markrabětem Dětřichem magdeburskému arcibiskupovi Purkartovi v roce 1301 si Magdeburské arcibiskupství činilo na Lužici nárok. Tohoto nároku se Albrecht se svou kapitulou vzdal za 6000 stříbrných marek. 
Úřad magdeburského arcibiskupa vykonával Albrecht po čtyři roky. Jako cizinec nebyl u zdejšího obyvatelstva příliš oblíbený. Mezi stížnostmi proti jeho osobě se mj. uvádělo, že nevládne dobře německým jazykem. Animozita mezi obyvatelstvem a biskupem trvaly delší dobu a poté, co Albrecht odmítl povolit výstavbu věže, došlo k otevřeným útokům. V roce 1371 ještě založil ve Šternberku klášter augustiniánů kanovníků a tentýž rok rezignoval na svůj post magdeburského arcibiskupa a nadále působil jako biskup litomyšlský.

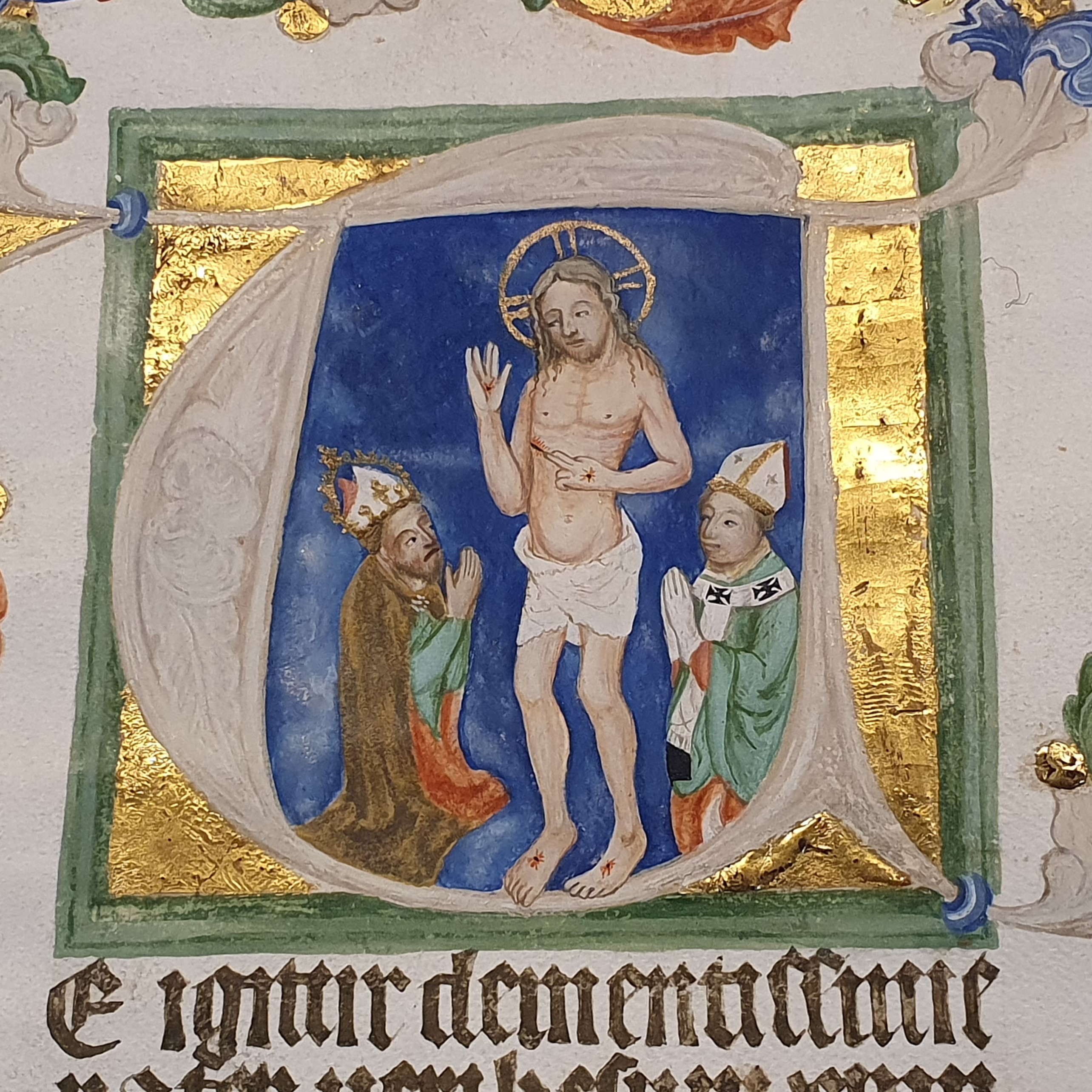
Iluminace v pontifikálu Alberta ze Šternberka, napravo je vyobrazen objednatel rukopisu

V roce 1375 uzavřel se svým synovcem Petrem ze Šternberka majetkovou smlouvu za účasti širokého příbuzenstva. Roku 1378 přivedl do blízkosti biskupského hrádku a obory v Tržku u Litomyšle třináct kartuziánských mnichů a založil klášter zvaný Hájek Panny Marie (Rubus Mariae), kterému roku 1379 věnoval čtyři vsi severně od Olomouce včetně Dolan.
V říjnu 1379 byl pověřen papežem Urbanem VI., aby vyšetřil spor mezi moravským markrabětem Joštem a olomouckými kanovníky. Dne 12. ledna 1380 Albert rozhodl o uvalení klatby na Jošta i olomouckou městskou radu a v Moravském markrabství vyhlásil interdikt.
Albert ze Šternberka zemřel 14. ledna 1380 v Litomyšli.